# Centro de Controle de Missão de Pequim

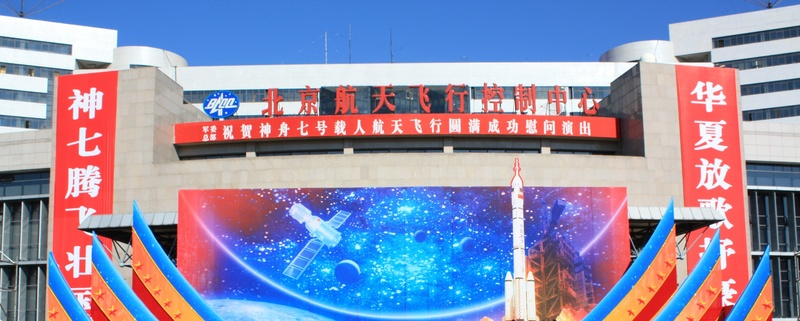
Visão externa do BACC depois da missão Shenzhou 7.

O Centro de Controle de Missão de Pequim (em chinês 北京航天指挥控制中心), abreviado para BACCC ou mais frequentemente BACC, é a denominação atribuída ao centro de controle responsável pelas missões espaciais chinesas, localizado num subúrbio ao Noroeste de Pequim.
O BACC é responsável hoje em dia pelas missões Shenzhou e Chang’e, localizado 14 km a Noroeste do centro de Pequim. Sua construção teve início em 1994 e se tornou operacional em 1998.
Até o momento, o BACC deu suporte a quatro missões não trupuladas e três tripuladas no projeto Shenzhou e também duas missões do projeto Chang’e, em órbita lunar, e está previsto para ser usado na futura missão conjunta com a Rússia à Marte.

## Imagens
- Visão interna do BACC em 2005
- Vista panorâmica do BACC
- Visão completa do BACC